# Euanthe (vệ tinh)
Euanthe /juːˈænθiː/, hay còn gọi là Jupiter XXXIII là một vệ tinh tự nhiên của sao Mộc. Euanthe được phát hiện bởi một nhóm các nhà thiên văn học từ Đại học Hawaii do Scott S. Sheppard dẫn đầu vào năm 2001, và tên được chỉ định tạm thời là S/2001 J 7.
Eugehe có đường kính khoảng 3 km và quay quanh Sao Mộc ở khoảng cách trung bình 20.465 Mm 598 trong 598.093 ngày, tại độ nghiêng 143° so với mặt phẳng hoàng đạo (142° so với mặt phẳng quỹ đạo của sao Mộc) với độ lệch tâm 0,2001.
Euanthe được đặt tên chính thức là Euanthe vào tháng 8 năm 2003, theo tên của mẹ của Graces, theo một số nhà văn Hy Lạp.
Eugehe thuộc nhóm Ananke, các vệ tinh dị hình quay quanh Sao Mộc trong khoảng thời gian từ 19.3 đến 22.7  Gm, ở độ nghiêng khoảng 150°.